# George Skibine
George Skibine (de son vrai nom Iouri Borissovitch Skibine) est un danseur, chorégraphe et maître de ballet russo-américain né à Iasnaïa Poliana (oblast de Kaliningrad) le 30 janvier 1920 et mort à Dallas (Texas) le 14 janvier 1981. 

## Biographie
George Skibine naît le 30 janvier 1920 à Iasnaïa Poliana. Il est le fils de Boris Skibine (en), un danseur de la troupe des Ballets russes,.
Il grandit à Paris, où il étudie avec Olga Preobrajenska, Julie Sedova et Alexandre Volinine, et fait ses débuts à seize ans comme danseur de cancan au bal Tabarin,.
Il se produit ensuite avec le Ballet de la Jeunesse de Lioubov Iegorova en 1937 avant d'être engagé l'année suivante aux Ballets russes de Monte-Carlo, où il remporte notamment un succès remarqué dans le rôle du cerf de la Septième Symphonie de Léonide Massine,.
Entre 1939 et 1941, George Skibine est membre de la compagnie du colonel de Basil, avant de s'établir à New York, où il devient soliste au Ballet Theatre. Avec Alicia Markova, il y crée l'Aleko de Massine. En 1942, il est mobilisé au sein de l'armée américaine lors de la Seconde Guerre mondiale,.
Il est officiellement naturalisé américain en 1945. À l'issue de la guerre, il retourne à la danse et devient un des danseurs étoiles du Grand ballet du marquis de Cuevas,.
En 1947, George Skibine épouse Marjorie Tallchief (née en 1925 et morte en 2021), une célèbre danseuse américaine avec qui il travaillera,.
En 1949, il crée sa première œuvre chorégraphique, Une Tragédie à Vérone, pour la troupe du marquis, et la danse avec Ethéry Pagava. Skibine poursuit un travail de chorégraphe avec Annabel Lee (1952), d'Idylle (1954) ou Le Prisonnier du Caucase (1954),. Il collabore également avec le Chicago Opera Ballet de Ruth Page,.
À partir de 1957, il rejoint l'Opéra de Paris, où il devient en 1958 maître de ballet, poste qu'il occupe jusqu'en 1962,. Il chorégraphie pour la compagnie en 1959 Daphnis et Chloé (avec Claude Bessy comme interprète, notamment), avec des décors de Marc Chagall, et le Concerto de Jolivet pour l'Opéra-Comique de Paris,. Ses ballets sont « réglés à la manière de M. Fokine, S. Lifar et Massine, dans un style néoclassique privilégiant l'harmonie des lignes ».
De 1964 à 1966, Skibine est le directeur artistique du Harkness Ballet (en), puis travaille un certain temps comme chorégraphe indépendant,. 
En 1967, il est nommé chevalier de l'Ordre des Arts et Lettres. Il fonde la Dallas Ballet Academy puis dirige à partir de 1969 le Dallas Civic Ballet.
George Skibine meurt le 14 janvier 1981 à Dallas.